# Лаверн (Оклахома)
Лаверн (енгл. Laverne) град је у америчкој савезној држави Оклахома.

## Демографија
По попису из 2010. године број становника је 1.344, што је 247 (22,5%) становника више него 2000. године.
| Група             | 2000.         | 2010.       |
| Белци             | 1.040 (94,8%) | 996 (74,1%) |
| Афроамериканци    | 0 (0,0%)      | 1 (0,1%)    |
| Азијати           | 1 (0,1%)      | 1 (0,1%)    |
| Хиспаноамериканци | 40 (3,6%)     | 311 (23,1%) |
| Укупно            | 1.097         | 1.344       |